# Maja Matevžič
Maja Matevžič (Lubiana, 13 giugno 1980) è un'ex tennista slovena.

## Carriera
In carriera ha vinto un titolo in singolare e 2 titoli di doppio. Nei tornei del Grande Slam ha ottenuto il suo miglior risultato raggiungendo i quarti di finale di doppio a Wimbledon nel 2001 e all'Open di Francia nel 2003.
In Fed Cup ha giocato un totale di 15 partite, ottenendo 10 vittorie e 5 sconfitte.
Ha rappresentato il suo Paese alle Olimpiadi 2004, dove è uscita al secondo turno.

## Statistiche

### Singolare

#### Vittorie (1)
| Numero | Anno            | Torneo                     | Superficie | Avversaria in finale | Punteggio |
| 1.     | 20 ottobre 2002 | WTA Bratislava, Bratislava | Cemento    | Iveta Benešová       | 6-0, 6-1  |

### Doppio

#### Vittorie (2)
| Numero | Anno            | Torneo                                   | Superficie  | Compagna         | Avversarie in finale            | Punteggio |
| 1.     | 20 ottobre 2002 | WTA Bratislava, Bratislava               | Cemento     | Henrieta Nagyová | Nathalie Dechy Meilen Tu        | 6-4, 6-0  |
| 2.     | 24 maggio 2003  | Internationaux de Strasbourg, Strasburgo | Terra rossa | Sonya Jeyaseelan | Laura Granville Jelena Kostanić | 6-4, 6-4  |

### Doppio

#### Finali perse (1)
| Numero | Anno           | Torneo                                   | Superficie  | Compagna        | Avversarie in finale             | Punteggio     |
| 1.     | 25 maggio 2002 | Internationaux de Strasbourg, Strasburgo | Terra rossa | Caroline Dhenin | Jennifer Hopkins Jelena Kostanić | 6-0, 4-6, 4-6 |

### Risultati in progressione
| Sigla | Risultato               |
| ----- | ----------------------- |
| V     | Vincitore               |
| F     | Finalista               |
| SF    | Semifinalista           |
| O     | Oro olimpico            |
| A     | Argento olimpico        |
| SF    | Bronzo olimpico         |
| QF    | Quarti di Finale        |
| 4T    | Quarto turno            |
| 3T    | Terzo turno             |
| 2T    | Secondo turno           |
| 1T    | Primo turno             |
| RR    | Round Robin             |
| LQ    | Turno di qualificazione |
| A     | Assente                 |
| ND    | Non disputato           |

| Legenda superfici    |
| -------------------- |
| Cemento              |
| Terra battuta        |
| Erba                 |
| Superficie variabile |

#### Singolare nei tornei del Grande Slam
| Torneo          | 2000 | 2001 | 2002 | 2003 | 2004 | 2005 | 2006 |
| --------------- | ---- | ---- | ---- | ---- | ---- | ---- | ---- |
| Australian Open | A    | A    | 1T   | 2T   | A    | A    | A    |
| Open di Francia | A    | 1T   | 1T   | 2T   | A    | A    | A    |
| Wimbledon       | A    | 1T   | 3T   | 3T   | A    | A    | A    |
| US Open         | A    | 3T   | 1T   | 2T   | A    | A    | A    |

#### Doppio nei tornei del Grande Slam
| Torneo          | 2000 | 2001 | 2002 | 2003 | 2004 | 2005 | 2006 |
| --------------- | ---- | ---- | ---- | ---- | ---- | ---- | ---- |
| Australian Open | A    | 2T   | 1T   | 2T   | A    | A    | A    |
| Open di Francia | A    | 1T   | 3T   | QF   | A    | A    | A    |
| Wimbledon       | A    | QF   | 1T   | 1T   | A    | A    | A    |
| US Open         | 1T   | 1T   | 3T   | A    | A    | A    | A    |

#### Doppio misto nei tornei del Grande Slam
| Torneo          | 2000 | 2001 | 2002 | 2003 | 2004 | 2005 | 2006 |
| --------------- | ---- | ---- | ---- | ---- | ---- | ---- | ---- |
| Australian Open | A    | A    | A    | A    | A    | A    | A    |
| Open di Francia | A    | A    | A    | A    | A    | A    | A    |
| Wimbledon       | A    | A    | 1T   | 2T   | A    | A    | A    |
| US Open         | A    | A    | A    | A    | A    | A    | A    |